# Камак
Камак (англ. Camac) — река в Ирландии, одна из крупнейших рек Дублина, один из четырёх притоков реки Лиффи, важный в начале существования города.
В 1846 году при постройке Dublin Heuston railway station река была заключена под станцией в туннель.
Когда река протекает Клондолкин, она иногда зовётся «рекой Клондолкин». Также она протекает около музея-тюрьмы в Килмейнеме, протекает под Гранд Каналом; около стадиона «Ричмонд Парк» (Сент-Патрикс Атлетик) река дала имя террасе.
Правые притоки реки: Boherboy Stream (Corbally Slade River), Brownsbarn Stream, Fettercairn Stream, Robinhood Stream (Coolfan River), Drimnagh Castle (или Bluebell) Stream, Walkinstown Stream.
Левые притоки реки: Ferny Glinn, the Two Slades, Gallblack Stream.